# Episodi de Gli antenati (quinta stagione)
La quinta stagione della serie televisiva Gli antenati, composta da ventisei episodi, andò in onda negli Stati Uniti d'America tra il 17 settembre 1964 e il 12 marzo 1965, mentre in Italia andò in onda nel 1978.
| nº | Titolo originale                   | Titolo italiano             | Prima TV USA      | Prima TV Italia  |
| -- | ---------------------------------- | --------------------------- | ----------------- | ---------------- |
| 1  | Hop Happy                          | Salta che ti passa          | 17 settembre 1964 | 6 ottobre 1978   |
| 2  | Monster Fred                       | Quel mostro di... Fred      | 24 settembre 1964 | 13 ottobre 1978  |
| 3  | Itty Bitty Fred                    | Il piccolo Fred             | 1º ottobre 1964   | 27 ottobre 1978  |
| 4  | Pebbles' Birthday Party            | Festa di compleanno         | 8 ottobre 1964    |                  |
| 5  | Bedrock Rodeo Round-Up             | Rodeo a Bedrock             | 15 ottobre 1964   | 3 novembre 1978  |
| 6  | Cinderellastone                    | La nuova Cenerentola        | 22 ottobre 1964   | 10 novembre 1978 |
| 7  | A Haunted House is Not a Home      | La casa stregata            | 29 ottobre 1964   |                  |
| 8  | Dr. Sinister                       | L’isola del dottor Sinistri | 5 novembre 1964   | 17 novembre 1978 |
| 9  | The Gruesomes                      | I macabri vicini            | 12 novembre 1964  | 24 novembre 1978 |
| 10 | The Most Beautiful Baby in Bedrock | Il bambino più bello        | 19 novembre 1964  |                  |
| 11 | Dino and Juliet                    | Dino e Giulietta            | 26 novembre 1964  | 1º dicembre 1978 |
| 12 | King for a Night                   | Re per una notte            | 3 dicembre 1964   | 8 dicembre 1978  |
| 13 | Indianrockolis 500                 | Un bolide in pista          | 10 dicembre 1964  | 15 dicembre 1978 |
| 14 | Adobe Dick                         | La balena                   | 17 dicembre 1964  | 22 dicembre 1978 |
| 15 | Christmas Flintstone               | Babbo Natale                | 25 dicembre 1964  |                  |
| 16 | Fred's Flying Lesson               | Lezioni di volo             | 1º gennaio 1965   | 29 dicembre 1978 |
| 17 | Fred's Second Car                  | La seconda auto             | 8 gennaio 1965    |                  |
| 18 | Time Machine                       | La macchina del tempo       | 15 gennaio 1965   |                  |
| 19 | The Hatrocks and the Gruesomes     | Ospiti indesiderati         | 22 gennaio 1965   |                  |
| 20 | Moonlight and Maintenance          | Doppio lavoro               | 29 gennaio 1965   |                  |
| 21 | Sheriff for a Day                  | Sceriffo per un giorno      | 5 febbraio 1965   |                  |
| 22 | Deep in the Heart of Texarock      | Una vacanza al Ranch        | 12 febbraio 1965  |                  |
| 23 | The Rolls Rock Caper               | Rapina al treno             | 19 febbraio 1965  |                  |
| 24 | Superstone                         | Superstone                  | 26 febbraio 1965  |                  |
| 25 | Fred Meets Hercurock               | Le dodici fatiche di Fred   | 5 marzo 1965      |                  |
| 26 | Surfin' Fred                       | Lezione di surf             | 12 marzo 1965     |                  |